# Phú Riềng (xã)
Phú Riềng là một xã thuộc tỉnh Đồng Nai, Việt Nam.

## Địa lý
Xã Phú Riềng nằm ở phía nam huyện Phú Riềng, có vị trí địa lý:
- Phía đông giáp xã Phú Trung
- Phía tây giáp xã Long Tân
- Phía nam giáp huyện Đồng Phú
- Phía bắc giáp các xã Bù Nho và Phước Tân.

Xã có diện tích 126,86 km², dân số năm 1999 là 11.444 người, mật độ dân số đạt 90 người/km².

## Hành chính
Xã Phú Riềng được chia thành 11 thôn: Phú Bình, Phú Cường, Phú Hòa, Phú Hưng, Phú Lợi, Phú Nguyên, Phú Tân, Phú Thành, Phú Thịnh, Phú Thuận, Phú Vinh.

## Lịch sử
Sau năm 1975, Phú Riềng là một xã thuộc huyện Đồng Phú.
Ngày 4 tháng 7 năm 1988, Hội đồng Bộ trưởng ban hành Quyết định 112-HĐBT. Theo đó:
- Chia xã Phú Riềng thành hai xã Phú Riềng và Thuận Lợi
- Chuyển xã Phú Riềng về huyện Phước Long quản lý.

Ngày 18 tháng 3 năm 1998, Chính phủ ban hành Nghị định 16/1998/NĐ-CP. Theo đó, thành lập xã Phú Trung trên cơ sở 5.000 ha diện tích tự nhiên và 4.170 người của xã Phú Riềng.
Ngày 11 tháng 8 năm 2009, huyện Phước Long được chia thành hai đơn vị hành chính là thị xã Phước Long và huyện Bù Gia Mập, xã Phú Riềng thuộc huyện Bù Gia Mập.
Ngày 15 tháng 5 năm 2015, huyện Bù Gia Mập được chia thành hai huyện Bù Gia Mập và Phú Riềng, xã Phú Riềng trực thuộc huyện Phú Riềng như hiện nay.